# Бёртон, Джеймс
Джеймс Бёртон (англ. James Burton; род. 21 августа 1939, Дабберли, Луизиана, США) — американский гитарист, работающий преимущественно в жанрах рок-н-ролл и кантри. Наиболее известен как лидер аккомпанирующей группы «TCB Band», игравшей с Элвисом Пресли в период с 1969 по 1977 год.
Также сотрудничал в студии и на концертах со многими знаменитыми музыкантами, в частности, Рики Нельсоном, Фрэнком Синатрой, Мерлом Хаггардом, Баком Оуэнсом, Эммилу Харрис, Грэмом Парсонсом, Джоном Денвером, Джерри Ли Льюисом, Роем Орбисоном, Джонни Кэшем, Элвисом Костелло.
Включен в Зал славы рок-н-ролла (2001) и Зал славы кантри (2024). Занимает 19-е место в списке «100 величайших гитаристов всех времён» журнала Rolling Stone. Как гитарист знаменит прежде всего своей гибридной гитарной техникой звукоизвлечения — так называемой «chicken pickin'».

## Биография
Выходец из штата Луизиана: родился в поселке Дабберли, вырос в городе Шривпорт. Гитарист-самоучка. Начал профессионально играть на гитаре с 14 лет, выступая в клубах и на частных вечеринках. В том же возрасте был нанят в ансамбль популярного музыкального радио- и телешоу в жанре кантри «Louisiana Hayride». Там аккомпанировал, в частности, Джорджу Джонсу, Джонни Хортону, Билли Уокеру и другим исполнителям.
В Шривпорте активно работал как сессионный гитарист с местными артистами на лейбле «Ram Records». В 1957 году, играя в группе Дэйла Хокинса, записал рокабилли-хит «Susie Q», для которого также сочинил гитарные партии. Песня входит в список «500 песен Зала славы рок-н-ролла».
Во второй половине 50-х Бёртон переехал из Шривпорта в Лос-Анджелес для работы в группе Рики Нельсона, с которым он сотрудничал до 1966 года. С 1965 года заключил контракт с музыкальной телепрограммой «Shindig!», куда его изначально пригласил Джонни Кэш, чтобы сыграть в пилотном выпуске на добро.
Также в 50-е и 60-е годы Бёртон играл со многими популярными артистами, включая Фрэнка Синатру, Мерла Хаггарда и Бака Оуэнса. Боб Дилан предлагал Джеймсу войти в состав его аккомпанирующей группы, но музыкант отказался из-за высокой загруженности сессионной студийной работой.
Джеймс Бёртон наиболее знаменит как гитарист и лидер ансамбля Элвиса Пресли «TCB Band» с 1969 по 1977 год (до смерти Пресли). В списке концертов, в которых участвовал музыкант, есть одни из самых известных — «Aloha from Hawaii», «Элвис: Всё, как есть».
Более поздняя карьера Бёртона включала работы с Грэмом Парсонсом, Эммилу Харрис, Джерри Ли Льюисом, Джонни Кэшем, Элвисом Костелло и прочими исполнителями. Начиная с 1977 года на протяжении 15 лет он сотрудничал с Джоном Денвером. В 1988 году Джеймс с другими участниками «TCB Band» выступил в телешоу «Рой Орбисон и друзья, чёрно-белая ночь». Вернулся в Шривпорт на постоянное место жительства в 1990 году.
Музыкант был включён в Зал славы рок-н-ролла в 2001 году. Его вклад в рок-н-ролл также отмечен Залом славы рокабилли. Журнал «Rolling Stone» в 2003 году поставил Бёртона на 20-е место в своем списке «100 величайших гитаристов всех времён», назвав его, в частности, «мастером chickin' pickin'» (гибридная пальцево-медиаторная стаккатная техника игры на гитаре). В новом издании списка, опубликованном в 2011 году, он занял 19-е место.
Вместе с Винсом Гиллом, Альбертом Ли, Стиви Уоринером и другими музыкантами записал инструментальную композицию «Cluster Pluck» для альбома Брэда Пейсли «Play» (2008). За эту работу он получил в 2009 году свою первую и пока единственную премию «Грэмми» — в категории «Лучшее инструментальное кантри-исполнение». В следующем году выступил с Эриком Клэптоном, Шерил Кроу, Альбертом Ли и Винсом Гиллом на гитарном фестивале «Crossroads». В 2024 году Бёртон был посвящён в Зал славы кантри.